# Açoro
Açoro (Acorus calamus) também conhecido como cálamo-aromático, acorina, ácoro-verdadeiro, ácoro-cheiroso, lírio-dos-charcos ou cana-cheirosa é uma planta medicinal pertencente à família das Acoraceae. Originário da Ásia, o cálamo-aromático foi introduzido na Europa Oriental no século XIII pelos Tártaros, que o utilizavam para desinfetar a água que bebiam. O cálamo adaptou-se e propagou-se seguidamente por toda a Europa. É uma planta aquática semelhante à cana, como o nome da espécie indica, calamus, que deriva do grego kalamos, cana. É uma planta bastante rara, não devendo ser destruída. Efetivamente, nos climas europeus as sementes não conseguem atingir o estado de maturação, pelo que a planta só pode reproduzir-se através das ramificações do seu rizoma. O cheiro agradável assemelha-se ao da tangerina, mas tem um sabor amargo e picante.

## Propriedades e indicações
O rizoma do cálamo possui um óleo essencial amargo, o Oleum calami que tem as propriedades de: aumentar o apetite(aperitivo), facilitar a digestão (eupéptico), eliminar gases do tubo digestivo(carminativo).
Acrescentando a decocção á água de um banho,o cálamo se torna um relaxante muscular, alivia dores reumáticas, concilia o sono e acalma pruridos da pele,como erupções e urticária.
Em alguns países é utilizado para aromatizar a cerveja e a aguardente. Crê-se que a planta afasta os percevejos e protege as peles de abafo. A sua reputação medicinal é muito sólida, pois data dos mais remotos tempos e teve origem nos países mais longínquos, desde o Japão à Índia e à região siberiana.
Partes utilizadas: rizoma (Setembro-Outubro); de conservação dificil, muito atacado por larvas.
Propriedades: aperitivo, carminativo, emenagogo, estomáquico, hemostático, sedativo, sudorífico.

## Precauções
Um dos componentes do óleo essencial é a cis-isoasarona que causa efeitos tóxicos com o uso prolongado (mais de um mês).Há óleos preparados isentos deste componente. Em doses elevadas, o rizoma atua como emético.

## Habita
Cresce nas margens de rios,charcos e pântanos.Encontrado em quase todo o Brasil,Europa e América do Norte. Enraíza-se nos pegos ou nas margens das ribeiras de correntes tranquilas; até 1000 m.

## Descrição
Planta que mede de 50 a 150 cm de altura. Vivaz, acaule; folhas que partem da toiça, em forma de espada de dois gumes, compridas, estreitas, invaginantes, avermelhadas na face inferior; flores esverdeadas (Maio-Agosto), muito pequenas, em espadice lateral, implantadas na base de uma espata ereta semelhante a uma folha comprida, 6 estames e 1 estigma; cápsulas pequenas, em formato de pirâmide invertida; rizoma rastejante verde-acastanhado e articulado. Cheiro agradável, semelhante ao da tangerina; sabor picante e amargo.